# پرونده هانا و آلیس
پرونده هانا و آلیس (به ژاپنی: 花とアリス殺人事件 Arisu Satsujin Jiken) یک فیلم درام روتوسکپی به نویسندگی و کارگردانی شونجی ایوای است. این فیلم پیش‌درآمدی بر فیلم هانا و آلیس است که در سال ۲۰۰۴، به کارگردانی ایوای اکران شد. این فیلم در ۲۰ فوریهٔ ۲۰۱۵ اکران شد و داستان دو دختر را روایت می‌کند که به‌دنبال پرونده قتل پسری به نام هودو هستند.